# Olivier Coche
Olivier Coche (né le 30 mars 1972 à Aix-les-Bains) est un athlète français, spécialiste des épreuves combinées.

## Biographie
Il est sacré champion de France du décathlon en 1995.